# Hemaris venata
Hemaris venata là một loài bướm đêm thuộc họ Sphingidae. Loài này có ở Seram và Papua New Guinea.